# 跨文化主义
跨文化主义支持跨文化对话，而对文化中的自我隔离倾向提出了质疑。跨文化主义超越了被动接受社会多元文化的范畴，更加促进文化间的交流和互动。
跨文化主义是针对现存的多元文化主义受到的批评而兴起的。其中一种批评声称，这种政策并没有很好地融合社会各类文化，相反，它将文化类群的特立独行、自我隔离合法化，形成了社会分化。跨文化主义建立在对各种文化间异同的认可上，避免了在后现代主义和多元文化主义产生绝对相对主义的风险。 
哲学家玛莎·努斯鲍姆在其著作《人性的培育》中描述的跨文化主义包括：“对人类各文化共同诉求的认识以及文化内部的异质和批判性对话”、并提出跨文化主义“反对身份政治关于只有本族群的人才能理解自身文化的论调”。Ali Rattansi在著作《多元文化主义：通识读本》（牛津大学出版社2011年版）中讨论道：跨文化主义比传统的多元文化主义更能为多民族在一个良好环境中共同生活提供卓有成效的道路，这种环境将鼓励各民族相互理解、相互尊重。他以跨文化主义者在英国的投射为例，提供了有效的证据，从实际上展示了一条推动多元文明的建设性道路。
在多元文化论者中，对跨文化主义的支持者和反对者都大有人在。 杰拉德·德兰迪认为跨文化主义可以涵盖多元文化主义。努斯鲍姆则认为两者毫无关系，并提到有多名人文学科教授更倾向于跨文化主义，在他们看来，多元文化主义"含有相对主义和身份政治的成分"。 
联合国教科文组织在2005年通过了《保護和促進文化表達多樣性公約》，这项公约宣布了联合国对跨文化主义的支持。在德国所有的大学的社会工作项目中，跨文化能力都是一个强制性的单元，学生们需学会倾听来自不同文化背景的人并与之交流；需了解不同文化群体的背景；需了解现存的文化成见和文化偏见等等方面。英國文化協會市场与交流部部长萨尔·曼吉玛在一篇题为《从多元文化主义到跨文化主义——从英国的角度出发》的文章中提到了2013年4月11日由英国文化协会和加拿大公共政策研究所与英国议会共同在魁北克蒙特利尔市举办的活动.活动中，跨文化主义的倡导者菲尔·伍德发言说：多元文化主义正面临着严重的问题，该问题只有跨文化主义才能解决。他同时反对那些试图倒退到单一文化社会的对立者。几天后，在蒙特利尔，加拿大新民主党宣布于2013年4月14日蒙特利尔联邦大会的决议中，在其宪法的序章中明确提出了对跨文化主义的支持。

## 拓展阅读
- Open secularism, interculturalism, the fight against discrimination and guidelines for accommodation—Bouchard-Taylor Commission https://web.archive.org/web/20080602000753/http://www.accommodements.qc.ca/communiques/2008-05-22a-en.html
- Bouchard, Gerard et al, Interculturalism: a model for integration, in the Montreal Gazette March 2, 2011
- Bennett, Milton J. (1998) Basic Concepts of Intercultural Communication.  Intercultural Press, Boston, MA.
- Kohls, L. Robert; Knight, John M. (1994). Developing Intercultural Awareness. Intercultural Press, Boston, MA.
- Storti, Craig.  (1994).  Cross- Cultural Dialogues.  Intercultural Press, Boston, MA.